# Płowizny
Płowizny (dawn. Płowizna) – wieś w Polsce położona w województwie lubelskim, w powiecie lubelskim, w gminie Bełżyce.
W latach 1975–1998 miejscowość administracyjnie należała do ówczesnego województwa lubelskiego.
Wieś stanowi sołectwo gminy Bełżyce. Według Narodowego Spisu Powszechnego z roku 2011 wieś liczyła 107 mieszkańców.